# Aquanaut's Holiday
Aquanaut's Holiday (アクアノートの休日?, Aquanaut no kyūjitsu) è un videogioco di simulazione sviluppato da Artdink e pubblicato nel 1995 da Sony Computer Entertainment per PlayStation. Il gioco ha ricevuto due sequel: Aquanaut no kyūjitsu 2 (アクアノートの休日２?), distribuito nel 1999 solo in Giappone e in seguito reso disponibile tramite PlayStation Network, e Aquanaut's Holiday: Hidden Memories (2008) per PlayStation 3.

## Modalità di gioco
Aquanaut's Holiday è un simulatore con visuale in prima persona di un ambiente sottomarino. Sebbene non siano presenti nemici, armi o punteggi, l'obiettivo del gioco è quello di eseguire alcuni compiti che porteranno alla formazione di una barriera corallina artificiale.